# Ospedale italiano

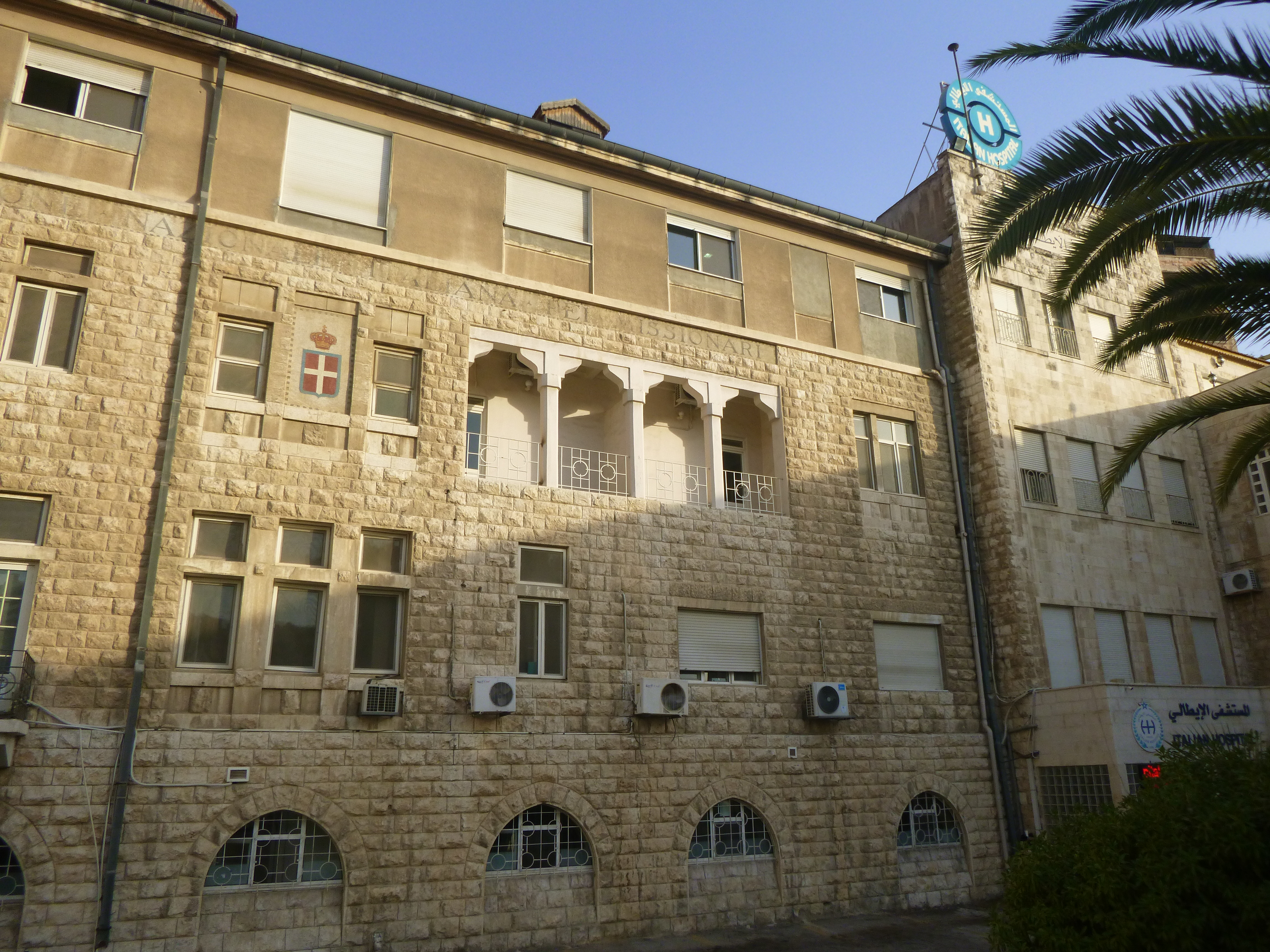
Der historische Kernbau von 1926 mit dem Wappen des Regno d’Italia

Das Ospedale italiano ist ein von italienischen Missionaren gegründetes Krankenhaus in der jordanischen Hauptstadt Amman. Es befindet sich in der Ibn-Zuhr-Straße (auch Tiliani-Straße) am Fuß des Hügels al-Aschrafiyya, einem von Muslimen und Christen bewohnten Stadtviertel. Als es 1927 eröffnet wurde, war Amman noch eine Kleinstadt. Es hatte im Jahr 2012 rund 125 Mitarbeiter.

## Geschichte
Der Arzt Fausto Tesio, ein Chirurg aus Turin, erhielt 1922 von der vom Ägyptologen Ernesto Schiaparelli gegründeten Associazione Nazionale per Soccorrere i Missionari Italiani (ANSMI, deutsch Nationale Vereinigung zur Unterstützung der italienischen Missionare) den Auftrag, im Emirat Transjordanien ein Krankenhaus zu eröffnen. Der Standort des Krankenhauses war noch in Abklärung, neben Amman wurde auch as-Salt geprüft. Von Herbert Samuel, dem britischen Hochkommissar für Palästina, konnte er eine Baubewilligung erlangen. Als Architekt konnte ein gewisser Borra aus Italien gewonnen werden. 1927 wurde das Haus im Beisein von Abdallah ibn Husain I. eröffnet. In den folgenden Jahren wurde ein viertes Stockwerk angebaut. Die erste Aufzugsanlage des Landes wurde im Haus installiert. Dr. Tesio heiratete 1930 eine seiner Patientinnen, eine in Kairo geborene Italienerin. Zunächst war sein Betrieb das einzige Krankenhaus in Transjordanien, 1930 folgte die Gründung eines Ospedale italiano in Karak, 165 km südlich von Amman.
Als der Zweite Weltkrieg ausbrach, wurde der Italiener Fausto Tesio pauschal als Enemy Alien, als feindlicher Staatsbürger, eingestuft, kam für drei Monate in ein Gefängnis und danach in ein Internierungslager in Palästina. Bis 1947 lebte er ohne Ausweispapiere in Australien, wo auch zahlreiche Palästinadeutsche interniert waren. Seine Frau ging mit den zwei Kindern nach Italien. König Abdallah erwirkte seine Rückkehr, worauf Dr. Tesio bis 1965 im Land blieb. Er starb 1973 in Italien.
Bis 2003 hatte das Krankenhaus 69 Betten. 2007 wurde die Kapazität auf rund 100 Betten erhöht. Das Haus wird bis heute hauptsächlich mit Spenden aus Italien finanziert, es besteht eine Zusammenarbeit mit dem italienischen Gesundheitsministerium. Das Haus steht heute unter der Leitung von Schwestern der Kongregation der Comboni-Missionare vom Herzen Jesu. Medizinisches Personal aus Jordanien oder den Philippinen unterstützt ihre Arbeit. Das Ospedale italiano steht in Amman armen Familien und Flüchtlingen aus Syrien, dem Irak, oder Somalia und dem Sudan bei.